# Endora

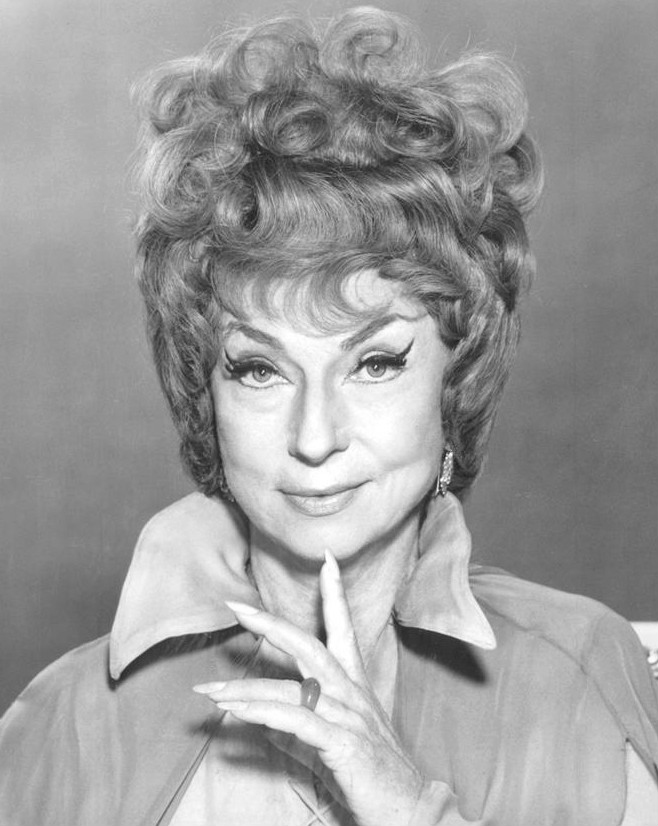
Agnes Moorehead como Endora

Endora es un personaje de ficción de la popular serie estadounidense de los años sesenta Bewitched (Hechizada o Embrujada), interpretado por Agnes Moorehead (entre 1964 y 1972).
Endora es la madre de Samantha Stephens, bruja que se casó con un mortal (Darrin Stephens). Endora desaprueba esta unión y le hace la vida imposible a Darrin junto con el resto de la familia de Samantha. Nunca recuerda el nombre de Darrin a lo cual lo llama "Derwood" o "Darwin". En varias ocasiones le pone conjuros como de avaricia o para que diga la verdad. En un episodio si Darrin decía mentiras le crecían las orejas. Endora tiene un hermano menor, el tío Arthur de Samantha.
Endora nunca revela su apellido, indicandole a Darrin que no podría pronunciarlo. Su nombre hace sugerencia a la bruja de Endor, mencionada en el Antiguo Testamento.
- Datos: Q5832587